# Agrionopsis brachyptera
Agrionopsis brachyptera är en bönsyrseart som beskrevs av Max Beier 1942. Agrionopsis brachyptera ingår i släktet Agrionopsis och familjen Mantidae. Inga underarter finns listade i Catalogue of Life.